# 7097 Yatsuka
7097 Yatsuka è un asteroide della fascia principale. Scoperto nel 1993, presenta un'orbita caratterizzata da un semiasse maggiore pari a 2,3812935 UA e da un'eccentricità di 0,1874854, inclinata di 1,76624° rispetto all'eclittica.
Dal 26 ottobre al 24 dicembre 1996, quando 7244 Villa-Lobos ricevette la denominazione ufficiale, è stato l'asteroide denominato con il più alto numero ordinale. Prima della sua denominazione, il primato era di 7054 Brehm.
L'asteroide è dedicato all'omonima città giapponese conglomerata dal 2011 nella municipalità di Matsue.